# Scott Brennan
Scott Brennan (ur. 9 stycznia 1983 r. w Hobart, Tasmania) – australijski wioślarz, złoty medalista w wioślarskiej dwójce podwójnej wraz z Davidem Crawshayem podczas Letnich Igrzysk Olimpijskich w Pekinie.

## Osiągnięcia
- Igrzyska Olimpijskie – Ateny 2004 – czwórka podwójna – 7. miejsce[2].
- Mistrzostwa Świata – Monachium 2007 – dwójka podwójna – 8. miejsce[2].
- Igrzyska Olimpijskie – Pekin 2008 – dwójka podwójna – 1. miejsce[2].

## Życiorys
Urodził się w Tasmanii, w mieście Hobart. Przygodę z wioślarstwem rozpoczął w wieku 12 lat w St Virgil's Collage. W 1998 roku został kapitanem szkolnej drużyny. Karierę wioślarza kontynuował w Guilford Young Collage, a w 2000 roku ponownie został kapitanem. W 2007 roku ukończył z wyróżnieniem medycynę na Uniwersytecie Tasmańskim. 30 grudnia 2015 wziął ślub ze złotą medalistką olimpijską w wiosłowaniu w pojedynkę - Kim Crow. Ich pierwsze dziecko pojawiło się na świecie w 2018 roku.  